# Серебренников, Кирилл Семёнович
Кири́лл Семёнович Сере́бренников (род. 7 сентября 1969, Ростов-на-Дону) — российский теле-, кино- и театральный режиссёр, телеведущий. С 2012 года — по 26 февраля 2021 года художественный руководитель московского театра «Гоголь-центр».
С 1990 года — на профессиональной театральной сцене, с 1998 года занимается кинематографом. Среди его работ — шесть художественных фильмов, один документальный и четыре сериала. Серебренников известен в кругах деятелей культуры России и за рубежом как «знаковая фигура российского театра», вместе с тем его творчество экспертами расценивается как элитарное, вследствие чего Серебренников не пользуется репутацией режиссёра, широко известного массовому зрителю. Серебренникову присущи либеральные политические взгляды, он выступает с критикой российской власти.
В 2017 году Серебренникову было предъявлено обвинение в мошенничестве в особо крупном размере, он был помещён под домашний арест. Уголовное преследование Серебренникова вызвало общественный резонанс в России и за рубежом. Сторонники режиссёра посчитали уголовное дело против него политически мотивированным. Ряд деятелей культуры заявил об отсутствии политической подоплёки в деле. 26 июня 2020 года Серебренников и его коллеги признаны виновными в хищении 128,9 млн рублей, выделенных Министерством культуры РФ на проект «Платформа» в 2011—2014 годах. Серебренников приговорён к 3 годам условно, ему назначен штраф в размере 800 тыс. руб. и 3-летний испытательный срок. От обжалования Серебренников отказался, приговор вступил в законную силу.
28 марта 2022 года Хамовнический суд Москвы вынес постановление об отмене условного осуждения Кирилла Серебренникова и о снятии с него судимости. 29 марта Кирилл Семёнович покинул Россию и прибыл во Францию.
Лауреат премий и наград, в том числе ТЭФИ, «Кинотавр», «Золотая маска», «Ника». Кавалер французского ордена Почётного легиона, командор французского ордена искусств и литературы.

## Биография
Кирилл Серебренников родился 7 сентября 1969 года в Ростове-на-Дону, среднюю школу окончил с золотой медалью. Отец Семён Михайлович Серебренников (1933—2024) — врач-уролог, из еврейской семьи, все его родственники живут в Израиле, доцент кафедры урологии Ростовского медицинского института, соавтор пособия «Хирургическое лечение эректильной импотенции» (Ростов н/Д, ГинГо, 1994); мать Ирина Александровна Литвин (умерла 17 февраля 2018 года) — украинка, учительница русского языка и литературы. Дед Александр Иванович Литвин (1907, Полтава — ?) — режиссёр документальных и научно-популярных фильмов на киностудии «Молдова-фильм» (1953—1972), председатель Республиканского Общества кинолюбителей МССР, заслуженный работник культуры Молдавской ССР (1969).
Ещё будучи школьником, поставил свой первый спектакль. В 1992 году с красным дипломом окончил физический факультет Ростовского государственного университета. Занимался режиссурой ещё в студенческие годы: сначала в любительской студии «69», с 1990 года — на профессиональной сцене.
За семь лет поставил десять спектаклей во всех театрах Ростова-на-Дону: театре «Ангажемент», Академическом театре драмы имени М. Горького, Академическом театре юного зрителя. Постановки неоднократно признавались лучшими спектаклями сезонов и получали призы на Всероссийских Фестивалях.
С 1991 года также стал работать на телевидении: сначала в телекомпании «Южный регион», потом в ГТРК «Дон-ТР». За те же семь лет снял 11 видеоклипов, 2 документальных фильма, 4 телеспектакля, 1 видеоартовскую картину, 1 музыкальный телефильм, 3 многосерийных проекта: два — о музыке, третий — о кино, около 100 рекламных роликов.
С 1998 года также занимается кинематографом. Среди его работ — 6 художественных фильмов, 1 документальный и 4 сериала.
Со слов актрисы Аллы Демидовой, в 2000 году был приглашён по её просьбе в Москву для постановки и съёмки на канале ТВЦ композиции по рассказам Ивана Бунина «Тёмные аллеи».
С любой властью нужно идти и разговаривать. Ты говоришь: «Власть, я знаю, что ты лживая, корыстная, но по закону ты должна помогать театру, искусству, так что будь добра — выполни свои обязательства». Ради театра мне не стыдно это делать.
В 2006—2007 годах вёл программу «Другое кино» на канале ТВ-3.
Входит в число учредителей и арт-директоров фестиваля современного искусства Территория 2006 года.
С 3 октября по 19 декабря 2007 года вёл ток-шоу «Детали» на канале СТС.
В 2008 году набрал экспериментальный актёрско-режиссёрский курс в Школе-студии МХАТ. Из этого курса к выпускному 2012 году была сформирована «Седьмая студия», позже ставшая одним из резидентов «Гоголь-центра».
В 2011—2014 годах был художественным руководителем проекта «Платформа» в Центре современного искусства «Винзавод».
В августе 2012 года Кирилл Серебренников без объявления открытого конкурса на замещение вакантных должностей был назначен департаментом культуры г. Москвы новым художественным руководителем Московского драматического театра имени Н. В. Гоголя. Вскоре после своего назначения Серебренников заявил о преобразовании театра в «Гоголь-центр» с тремя труппами-резидентами, программами кинопоказов, концертов, лекций и открытых дискуссий. «Гоголь-центр» был открыт 2 февраля 2013 года.
В 2013 году стало известно о намерении Серебренникова снять фильм «Чайковский», одним из авторов сценария которого он является. Министерство культуры РФ выделило на поддержку этого проекта 30 миллионов рублей из необходимых 240 миллионов, однако Фонд Кино отказал в дальнейшем финансировании съёмок картины. Серебренников сообщил о своём намерении искать средства на проект за рубежом.
30 октября 2014 года выступил режиссёром-постановщиком празднования 25-летия медиахолдинга «СТС Медиа» в Большом концертном зале «Академический» Российской академии наук.
В июле 2017 года в Санкт-Петербурге приступил к съёмкам фильма «Лето» о Викторе Цое. Главное внимание будет уделено малоизвестным фактам из жизни певца и композитора конца 1970-х—начала 1980-х годов. В кинокартине звучит музыка группы «Кино» и других российских рок-групп. Невзирая на затруднения, фильм вышел 7 июня 2018 года.
Несмотря на относительный успех Серебренникова, некоторые издания весьма критически относятся к его творчеству. Зрители, в том числе, например, ведущий на телеканале «Культура», декан факультета телевидения МГУ Виталий Третьяков, сравнивают спектакли Серебренникова с постановкой гоголевской «Женитьбы» в сатирическом романе И. Ильфа и Е. Петрова «Двенадцать стульев», ― всё это было на театральной сцене 80 лет назад.
В 2021 году на Каннском кинофестивале был представлен фильм «Петровы в гриппе». В 2022 году состоится премьера следующего фильма — «Жена Чайковского», весной 2023 года — премьера картины «Лимонов, баллада об Эдичке». В октябре 2022 года стало известно о начале работы над фильмом «Исчезновение Йзефа Менгеле».
В 2023 году начал работу над постановкой оперы «Лоэнгрин» Рихарда Вагнера в Опере Бастилии, входящей в состав Парижской национальной оперы. Премьера состоялась 23 сентября 2023 года.

### Конфликт с труппой Театра имени Гоголя
В 2012 году Кирилл Серебрянников возглавил Московский драматический театр им. Н. В. Гоголя и объявил о планах реформирования театра имени Гоголя и превращении его в «Гоголь-центр».
С октября 2012 года театр перестал работать, все спектакли из репертуара были сняты, а на месте театра властями Москвы был создан Гоголь-центр.
Труппа театра взбунтовалась против назначения Серебренникова решением Главы Департамента культуры города Москвы Сергея Капкова и в открытом письме, опубликованном на сайте театра, выступила против назначения художественным руководителем режиссёра Кирилла Серебренникова без конкурса и программы. Авторы письма утверждают, что «Назначение художественным руководителем Серебренникова, призывающего к свержению принципов системы Станиславского и отрицающего русский психологический театр — это мощный толчок к гибели российского театра», а также заявляют, что назначение незаконно, поскольку у Серебренникова нет высшего театрального специального образования.
К. Серебренников, так и не встретившись с труппой, отбыл за границу.
7 сентября 2012 года состоялось собрание труппы с участием представителей СМИ, где актёры сообщили о том, что директор вызывает их по одному на «беседы» с предложением уволиться по собственному желанию, а с 1 октября собирается закрыть и сам театр на «ремонт» неизвестной продолжительности. А. А. Малобродский, принявший участие в дискуссии, этого не отрицал.
Актёры и сотрудники Театра имени Гоголя 23 сентября в 15.00 вышли на согласованный с властями митинг. Акция состоялась на Гоголевском бульваре в Москве, возле памятника Н. В. Гоголю.

### Дело о хищениях в «Седьмой студии»

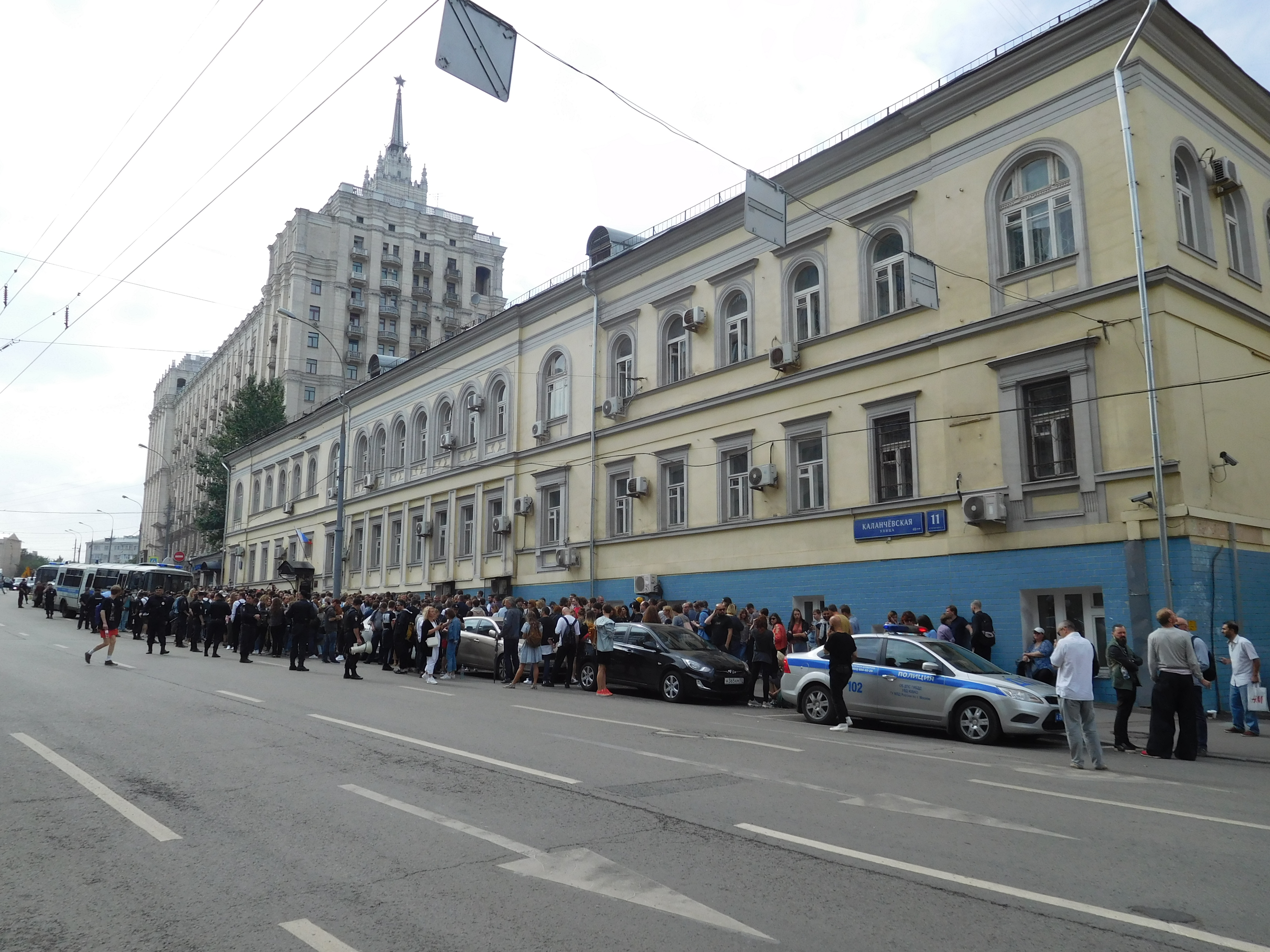
Сотни людей пришли в день ареста, 23 августа 2017 года, к зданию Басманного суда

23 мая 2017 года правоохранительные органы провели обыски в квартире Серебренникова и в театре «Гоголь-центр» в рамках дела о хищении. Было возбуждено дело по статье «Хищение в особо крупном размере», назывался ущерб на сумму более 200 млн рублей. Сначала Серебренников проходил по делу свидетелем. Следственный комитет России в рамках расследования уголовного дела забрал у Серебренникова загранпаспорт «для проведения экспертизы». Таким образом, режиссёр лишился возможности выезжать за пределы России для работы над зарубежными проектами.
22 августа 2017 года Серебренников был задержан Следственным комитетом в Санкт-Петербурге (где вёл съёмки фильма о Викторе Цое) и этапирован в Москву по обвинению в мошенничестве в особо крупном размере (ч. 4 ст. 159 Уголовного кодекса России). Режиссёра подозревают в хищении не менее 68 млн рублей, выделенных в 2011—2014 годах на реализацию проекта «Платформа». По версии Следственного комитета, при участии Серебренникова заведомо завышалось количество и стоимость мероприятий, проводимых в ходе проекта «Платформа», заключались фиктивные договоры на проведение вымышленных мероприятий, а деньги похищались. Схема предполагала, что под видом оплаты фиктивных договоров средства федерального бюджета, поступающие от Министерства культуры России, выводились на расчётные счета фирм-«однодневок», обналичивались и распределялись Серебренниковым между сообщниками.
Сам Серебренников назвал обвинения в свой адрес «абсурдными и шизофреническими», и заявил, что все деньги, выделенные государством, были потрачены по назначению. При этом себя он назвал творческим человеком, который мало что смыслит в коммерческой деятельности.
23 августа Басманный районный суд города Москвы поместил Серебренникова под домашний арест сроком до 19 октября 2017 года. Ранее были арестованы директор «Гоголь-центра» Алексей Малобродский, главный бухгалтер Нина Масляева и бывший гендиректор компании Юрий Итин. Масляева признала свою вину и дала показания против других фигурантов дела. В частности, она заявила, что Серебренников, Малобродский и Итин создали «Седьмую студию» с целью обналичить полученные от государства средства. На суде, состоявшемся в июне, Итина, Малобродского и Масляеву обвинили в хищении 2,3 миллиона рублей, предназначавшихся на постановку спектакля «Сон в летнюю ночь». Сторона обвинения заявила, что этот спектакль так и не был поставлен. Премьера спектакля состоялась в ноябре 2012 года. Он пользовался большим успехом и идёт до сих пор.
17 октября 2017 года суд продлил домашний арест Серебренникову и арест других фигурантов дела до 19 января 2018 года.
25 октября 2017 года в связи с делом Серебренникова была задержана Софья Михайловна Апфельбаум, ранее работавшая директором Департамента государственной поддержки искусства и народного творчества Министерства культуры РФ.
Как отметила газета The Guardian, дело против Серебренникова «многие в мире искусства считают частью кампании преследования диссидентских голосов». «Росбалт» проанализировал высказывания пользователей соцсетей и пришёл к выводу, что в интересе правоохранительных органов к Серебренникову многие пользователи Рунета увидели политический подтекст. Пресс-секретарь президента РФ Дмитрий Песков, в свою очередь, опроверг связь дела против Серебренникова с политикой и отверг предположения о том, что в этом есть рука Кремля. Об отсутствии политической подоплёки в деле заявил также министр культуры России Владимир Мединский. По делу Серебренникова также высказались Владимир Путин («государственные деньги должны тратиться по закону, а есть опасения, что таковой нарушался») и Сергей Лавров. Владимир Жириновский обратился к главе Следственного комитета Александру Бастрыкину с просьбой заменить Серебренникову меру пресечения с домашнего ареста на подписку о невыезде.
В поддержку Серебренникова выступили многие деятели культуры, в том числе Чулпан Хаматова, Владимир Урин, Евгений Миронов, Сергей Юрский, Алексей Герман, Андрей Могучий, Теодор Курентзис. 24 мая в Кремле во время награждения орденом «За заслуги перед Отечеством» Евгений Миронов передал президенту Владимиру Путину письмо в поддержку Серебренникова. Писатель Борис Акунин высказал мнение, что арест Серебренникова не мог состояться без одобрения Путина. Немецкий театральный режиссёр Томас Остермайер опубликовал на сайте Change.org петицию с требованием к российским властям прекратить уголовное преследование Серебренникова. Остермайер высказал мнение, что арест режиссёра послал на Запад сигнал о том, что российская власть боится критики, а «нетерпимость к критике обычно является признаком слабости». По мнению Остермайера, уголовное преследование Серебренникова является типичным примером того, как в России нейтрализуют неугодных власти артистов — не с помощью цензуры, а обвиняя их в финансовых злоупотреблениях. Петицию подписали Кейт Бланшетт, Нина Хосс, Саймон Макберни, Софи Калле, Эльфрида Елинек и другие деятели культуры.
В то же время появились обращения с критикой режиссёра и призывами не мешать расследованию. В частности, Иосиф Кобзон посоветовал не вмешиваться в работу следственных органов, а Владимир Меньшов сказал, что не видит оснований для особого отношения к Серебренникову. В интервью «Коммерсанту» Андрей Кончаловский заявил, что не разделяет сочувствия некоторых деятелей искусства к Серебренникову.
Характеризуя Серебренникова как знаковую фигуру современного театра и всей российской культуры, ректор Российского института театрального искусства, театральный критик Григорий Заславский отметил, что государство, выделяя деньги на творческие проекты, имеет право проверить их расходование: «Спорить с этим было бы нелепо и глупо. В противном случае не надо брать чужие деньги, существуй на свои».
9 ноября Басманный суд Москвы арестовал квартиру, автомобиль и деньги на банковских счетах Серебренникова.
15 января 2018 года Следственный комитет РФ сообщил о завершении расследования уголовного дела Серебренникова. По словам адвоката обвиняемой по этому же делу Софьи Апфельбаум, сумма нанесённого Серебренниковым и его сообщниками ущерба выросла с 68 млн руб. до 133 млн руб.. 18 апреля 2018 года Басманный суд Москвы продлил домашний арест Серебренникова до 19 июля. 9 июля Мосгорсуд принял решение вернуть дела о сроках ознакомления подследственными с материалами в Басманный суд.
17 октября 2018 года в Мещанском районном суде Москвы начался процесс по рассмотрению уголовного дела о мошенничестве в «Седьмой студии». 7 ноября прокурор зачитал обвинение, все обвиняемые отрицали свою вину. На суде Серебренников утверждал, что к прохождению денег не имеет никакого отношения, этим занимались Итин и Малобродский.
8 апреля 2019 года Кирилла Серебренникова и всех фигурантов «Театрального дела» отпустили из-под домашнего ареста под подписку о невыезде.
26 июня 2020 года Мещанский районный суд вынес приговор. Кирилл Серебренников признан виновным по части 4 статьи 159 УК РФ, приговорён к 3 годам условно. Также суд постановил взыскать с Серебренникова, Итина и Малобродского совокупно 129 млн. рублей.
6 июля 2020 года адвокат Кирилла Серебренникова Дмитрий Харитонов заявил, что его подзащитный не будет обжаловать приговор по делу «Седьмой студии».
В марте 2022 года с Серебренникова сняли судимость. Суд объяснил это тем, что режиссёр отбыл половину условного наказания, выплатил штраф, компенсировал ущерб и более не допускал нарушений.

## Взгляды и общественная позиция
Кирилл Серебренников принимал участие в протестных акциях «Стратегия-31» и «За честные выборы!». После российско-грузинской войны 2008 года выразил готовность пройтись по Москве с плакатом «Я — грузин», подчеркнув нежелание «ссориться с народом, с которым связаны пожизненно культурными кодами, симпатиями, кинематографом, театром, всем-всем». Подписывал открытые письма с призывом к освобождению из заключения Светланы Бахминой и участниц группы «Pussy Riot». Высказывался против ужесточения законодательства о митингах, запрета гражданам США усыновлять российских детей-сирот, ограничения прав ЛГБТ. Выступая в поддержку режиссёра Тимофея Кулябина, обвинённого в оскорблении чувств верующих постановкой оперы «Тангейзер», Серебренников отметил, что театр — это территория свободы, а религиозные учреждения и их представители должны с уважением относиться к учреждениям светским.
В интервью 2014 года режиссёр назвал Россию «страной неотменённого рабства», где люди не ценят свободу, а между народом и бесконтрольной властью — огромная пропасть. Он рекомендовал тратить бюджетные средства на образование, просвещение и культуру, чтобы остановить катастрофический рост невежества и мракобесия. По мнению Серебренникова, «Россия сейчас ведёт себя как нищий гопник, который от горя сошёл с ума», а сторонники действующей власти — напуганные люди, не желающие ничего знать и решать. В 2015 году охарактеризовал контент российского телевидения как «ложь и пропаганду», и высказал мнение, что страна «живёт в телевизионной реальности и этой реальности слепо верит».
В 2020 году Кирилл Серебренников рассказал о своем отношении к гей-сообществу в интервью изданию The Hollywood Reporter, объяснив почему искусство и театр должны быть на стороне ЛГБТ. По словам Серебренникова, он позитивно относится к геям, поскольку их права находятся под угрозой, а если геи под давлением, тогда искусство и конкретно театр должен быть на их стороне.
Выступил против вторжения России на Украину в 2022 году. Сразу после отмены судом условного наказания и снятия судимости 28 марта 2022 года уехал из России.
В мае 2022 г. на пресс-конференции в рамках Каннского кинофестиваля призвал снять санкции с миллиардера Романа Абрамовича под предлогом, что бизнесмен давно помогает современному искусству.

## Личная жизнь
Серебренников не женат, детей нет, жил в Москве на Пречистенке. В августе 2017 года Первый канал сообщил, что у Серебренникова есть вид на жительство «в одной из зарубежных стран». Владеет квартирой в Берлине, купленной в 2012 году за 300 тыс. евро. По вероисповеданию буддист.

## Награды

### Государственные
- Кавалер ордена Почётного легиона (Франция, 2025 год)[100].
- Орден Искусств и литературы степени командора (Франция, 2 августа 2018 года, указом министра культуры Франции[фр.] Франсуаз Ниссен)[101]. Знаки отличия вручены 14 октября 2019 года послом Франции в России Сильви Берманн в посольской резиденции в Москве[102].

### Общественные
- 1999 — Национальная премия в области телевидения в номинации «режиссура» — «ТЭФИ».
- 2002 — спектакль «Сладкоголосая птица юности» (театр «Современник») — Театральная премия «Чайка» в номинации «Сделай шаг»[103].
- 2005 — приз международного фестиваля в Карловых Варах.[источник не указан 1295 дней]
- 2005 — Международная премия Станиславского (2005)[104].
- 2006 — фильм «Изображая жертву» получил:
  - Главный приз Открытого российского кинофестиваля «Кинотавр-2006»,
  - Главный приз первого Римского международного кинофестиваля «Festa del Cinema».
- 2008 — фильм «Юрьев день» был отмечен на кинофестивале «Кинотавр-2008» в номинации «Лучшая женская роль» (актриса Ксения Раппопорт)[105].
- 2012 — спектакль «Отморозки» получил российскую национальную театральную премию «Золотая маска» в номинации «лучший спектакль малой формы».
- 2012 — фильм «Измена» номинирован на «Золотого льва» — главный приз Венецианского кинофестиваля.
- 2013 — Приз «За лучшую режиссуру» (за фильм «Измена») на XXI кинофестивале «Виват кино России!» в Санкт-Петербурге
- 2014 — спектакль «Мёртвые души» — приз за режиссуру «Хрустальная Турандот»[источник не указан 1295 дней]
- 2015 — спектакль «Мёртвые души» — участник международного фестиваля Wiener Festwochen
- 2015 — спектакль «Идиоты» по фильму Ларса фон Триера — участник 69-го Авиньонского фестиваля
- 2016 — фильм «Ученик» — премия Франсуа Шале на 69-м Каннском кинофестивале[106].
- 2016 — фильм «Ученик» — приз за лучшую режиссуру на 27-м кинофестивале «Кинотавр»[107]
- 2017 — лауреат театральной премии «Европа — новая театральная реальность»[108].
- 2017 — балет «Нуреев» — главный приз Премии Даниила Хармса в области литературы и искусства[108]
- 2018 — опера «Чаадский» — «Золотая маска» за лучшую работу режиссёра в опере[109]
- 2018 — балет «Нуреев» («Большой театр») — приз «Бенуа танца» за лучшую сценографию[источник не указан 1295 дней]
- 2018 — фильм «Лето» — специальная премия Гильдии киноведов и кинокритиков «Белый слон» имени Мирона Черненко за впечатляющий симбиоз театра и кино
- 2018---- фильм «Лето» — специальная премия на Каннском фестивале за лучший саундтрек (Рома Звер) (Билык) и Герман Осипов)
- 2019 — спектакль «Маленькие трагедии» («Гоголь-центр») — лауреат театральной премии «Золотая маска» в номинации «Драма/Работа режиссёра»[110]
- 2019 — фильм «Лето» — национальная кинематографическая премия «Ника» — победа[111] в номинации «Лучший режиссёр»
- 2019 — победитель премии журнала GQ «Человек года» в номинации «Режиссёр года»[112]
- 2019 — спектакль «Барокко» — приз «Событие сезона» Международной премии Станиславского[113]
- 2019 — опера «Набукко» — награда «Выдающаяся оперная постановка» Театральной премии Гамбурга[источник не указан 1295 дней]
- 2019 — спектакль «Барокко» — награда «Лучший режиссёр» премии «Звезда Театрала»[источник не указан 1295 дней]
- 2019 — спектакль «Барокко» — награда «Спектакль года» Ассоциации театральных критиков[источник не указан 1295 дней]
- 2020 — спектакль Outside — награда за лучший иностранный спектакль Союза театральных критиков Франции[114]
- 2022 — «Режиссёр года» в области музыкального театра по версии немецкого профильного журнала Opernwelt (за постановки опер «Нос» в Баварской опере и «Вольный стрелок» в Амстердаме)[115]

## Творчество

### Режиссёр театра

#### Ростов-на-Дону
- 1992 — «Странные фантазии некой мисс Летиции Дуффе» (театр «Ангажемент»)
- 1993 — «Федра» (театр «Ангажемент»)
- 1994 — «Любоффь!» (театр «Ангажемент»)
- 1995 — «Сад Себастьяна» (Ростовский театр юного зрителя)
- 1995 — «Тарарабумбия» (театр «Ангажемент»)
- 1995 — «Маленькие трагедии» (АТД имени Горького)
- 1995 — «Городок в табакерке» (Ростовский театр юного зрителя)
- 1996 — «Демон» (Ростовский театр юного зрителя)
- 1996 — «Я стою у ресторана» (Ростовский театр юного зрителя)
- 1997 — «Женитьба» (Ростовский театр юного зрителя)

#### Москва и Санкт-Петербург
МХТ имени А. П. Чехова
- 2002 — «Терроризм» братьев Пресняковых
- 2004 — «Мещане» Максима Горького
- 2004 — «Изображая жертву» братьев Пресняковых
- 2004 — «Лес» Александра Островского
- 2005 — «Господа Головлёвы» Михаила Салтыкова-Щедрина
- 2007 — «Человек-подушка» Мартина Макдонаха
- 2009 — «Киже» Юрия Тынянова
- 2009 — «Трёхгрошовая опера» Бертольта Брехта
- 2010 — Requiem, симфонический перформанс, посвящённый 65-летию окончания Второй мировой войны. Автор либретто Димитрис Яламас.
- 2012 — «Зойкина квартира» Михаила Булгакова
- 2013 — «Вне системы», спектакль к 150-летию К. С. Станиславского

Гоголь-центр
- 2013 — «Идиоты» (спектакль по мотивам фильма Ларса фон Триера)
- 2013 — «Пробуждение весны» (бродвейский мюзикл Стивена Сейтера и Дункана Шейка по пьесе Франка Ведекинда)
- 2013 — «Метаморфозы» по античным мифам в пересказе Овидия
- 2014 — «Мёртвые души» по мотивам поэмы Николая Гоголя
- 2014 — «(М)ученик» по пьесе Мариуса фон Майенбурга
- 2015 — «Обыкновенная история» по роману Ивана Гончарова
- 2015 — «Кому на Руси жить хорошо» по поэме Николая Некрасова
- 2016 — «Машина Мюллер» по произведениям, дневникам, письмам Хайнера Мюллера
- 2016 — «Кафка»
- 2016 — «Похороны Сталина»
- 2017 — «Ахматова. Поэма без героя»
- 2017 — «Маленькие трагедии» по циклу пьес Александра Пушкина
- 2018 — «Барокко»
- 2019 — «Палачи» по пьесе Мартина Макдонаха
- 2021 — «Человек без имени» по пьесе Валерия Печейкина, основанной на произведениях князя Одоевского, совместно с Петром Айду, Александром Барменковым, Никитой Кукушкиным
- 2021 — «Декамерон» (совместно с Deutsches Theater Berlin) по новеллам Джованни Боккаччо

#### Рига
Латвийский Национальный театр
- 2010 — «Мёртвые души»
- 2012 — «Войцек»
- 2015 — «Сны Райниса» по мотивам поэзии Яниса Райниса
- 2017 — «Ближний город» по пьесе Марюса Ивашкявичюса

#### Другие театры
- 2001 — «Пластилин» Василия Сигарева / Центр драматургии и режиссуры п/р А. Казанцева и М. Рощина
- 2002 — «Откровенные полароидные снимки» Марка Равенхилла / Театр имени А. С. Пушкина
- 2002 — «Сладкоголосая птица юности» Теннесси Уильямса / «Современник»
- 2003 — «И. о.» Стига Ларссона / Центр драматургии и режиссуры п/р А. Казанцева и М. Рощина
- 2003 — «Демон» Михаила Лермонтова / Театральное товарищество 814
- 2005 — «Голая пионерка» Михаила Кононова / «Современник»
- 2005 — «Жанна д’Арк на костре» Артюра Онеггера / в рамках фестиваля «Владимир Спиваков приглашает…»
- 2006 — «Фальстаф» Джузеппе Верди / Мариинский театр
- 2006 — «Антоний&Клеопатра. Версия» по мотивам пьесы Уильяма Шекспира / «Современник»
- 2006 — «Фигаро. События одного дня» Пьера де Бомарше / «Театральная компания Евгения Миронова» (с 2013 г. — Театр наций)
- 2008 — «Богини из машины» (Deus ex machina) Андреаса Мустукиса. Автор либретто Димитрис Яламас / Винзавод
- 2008 — «Станция» Алексея Сюмака. Автор либретто Димитрис Яламас / Винзавод
- 2009 / 2011 — «Герой нашего времени» по Михаилу Лермонтову / Школа-студия МХАТ
- 2011 — «Околоноля» Натана Дубовицкого / Московский театр Олега Табакова
- 2011 — «Отморозки» по мотивам романа Захара Прилепина «Санькя» / «Седьмая студия»
- 2011 — «Золотой петушок» Николая Римского-Корсакова / Большой театр
- 2012 — «Охота на Снарка» а капелла опера Юры Лобикова по агонии в восьми воплях Льюиса Кэрролла в переводе Григория Кружкова / «Седьмая студия»
- 2012 — «Сон в летнюю ночь» Уильяма Шекспира / «Седьмая студия»
- 2012 — «American Lulu» Ольги Нойвирт / Комише опер (Берлин)
- 2015 — «Герой нашего времени» / Большой театр, комп. Илья Демуцкий
- 2016 — «Чаадский» / Геликон-опера[116]
- 2017 — «Нуреев» / Большой театр, комп. Илья Демуцкий
- 2018 — «Cosi fan tutte» / Цюрихский оперный театр[117]
- 2019 — «Набукко» Д. Верди / Гамбургский оперный театр
- 2019 — «Outside» / Авиньонский фестиваль
- 2021 — «Парсифаль» Р. Вагнера / Венская государственная опера
- 2021 — «Нос» Д. Шостаковича / Баварская государственная опера[118]
- 2022 — «Чёрный монах» А. Чехова / Театр «Талия» (Гамбург)
- 2022 — «Вольный стрелок» К. Вебера / Голландская национальная опера (Амстердам)
- 2022 — «Вий» Н. Гоголя / Театр «Талия» (Гамбург)
- 2023 — «Лоэнгрин» Р. Вагнера / Опера Бастилии (Париж)
- 2024 — «Дон Карлос» Д. Верди / Венская государственная опера
- 2024 — «Жизнь с идиотом» А. Шнитке / Цюрихский оперный театр

### Режиссёр кино
- 1993 — «Замена собак микшированием»
- 1998 — «Тайны грозы»
- 1998 — «Ласточка»
- 1998 — «Раздетые»
- 2001 — «Ростов-папа» (сериал)
- 2002 — «Дневник убийцы» (сериал)
- 2003 — «Постельные сцены»
- 2004 — «Рагин»
- 2006 — «Изображая жертву»
- 2008 — «Юрьев день»
- 2009 — «Короткое замыкание (фрагмент „Поцелуй креветки“)»
- 2012 — «Измена»
- 2016 — «Ученик»
- 2016 — «Фонограф» (к/м)
- 2018 — «Лето»
- 2018 — «После Лета» (документальный)
- 2021 — «Петровы в гриппе»
- 2022 — «Жена Чайковского»
- 2023 — «Лимонов, баллада об Эдичке»
- 2024 — «Исчезновение Йозефа Менгеле»

### Сценарист
- 1998 — «Раздетые»
- 2002 — «Дневник убийцы» (сериал)
- 2012 — «Измена» (с Натальей Назаровой)
- 2016 — «Ученик» (с Мариусом фон Майенбургом)

### Актёр в кино
- 2012 — День учителя — Огарев, писатель
- 2016 — Хардкор / Hardcore Henry (Россия, США) — танкист

### Клипы
- «Резиновые ноги», группа «Пекин Роу-Роу» (1992)
- «Память», группа «Там! Нет Ничего» (1994)
- «Море! Возьми табуретку», группа «Там! Нет Ничего» (1994)
- «Ближе», группа «Там! Нет Ничего» (1994)
- «Наверное это любовь», группа «Там! Нет Ничего» (1994)
- «Январи» Марк Тишман (2010).

### Другие проекты
- 2019 — «1000 шагов с Кириллом Серебренниковым» — проект Мобильного художественного театра (МХТ) журналиста Михаила Зыгаря[119] и продюсера Карена Шаиняна[120]. В качестве актёра и персонажа.

### Интервью
- Серебренников – власть, арест, война (Youtube-канал «вДудь» — Юрия Дудя; 21 июля 2022)